# Gull-Olle
Gull-Olle är den vardagliga benämningen på den förgyllda staty som pryder rådhustornet i Norrköping. Statyn, som skapades av Johan Axel Wetterlund år 1910, föreställer stadens skyddhelgon Sankt Olof.

Sankt Olof på Norrköpings stadsvapen.
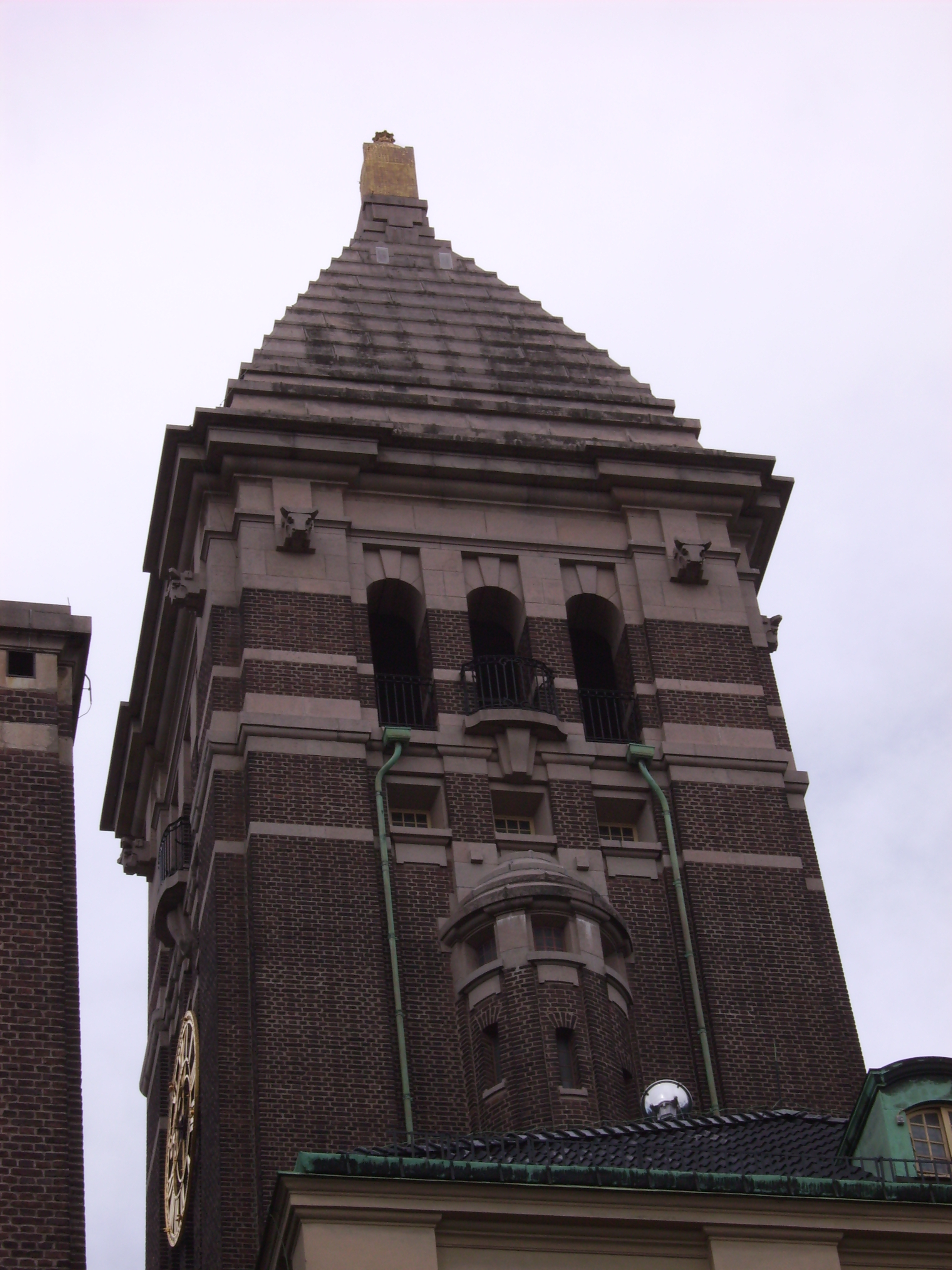
Högst upp på rådhustornet skymtar Gull-Olle sittande i sin tron.
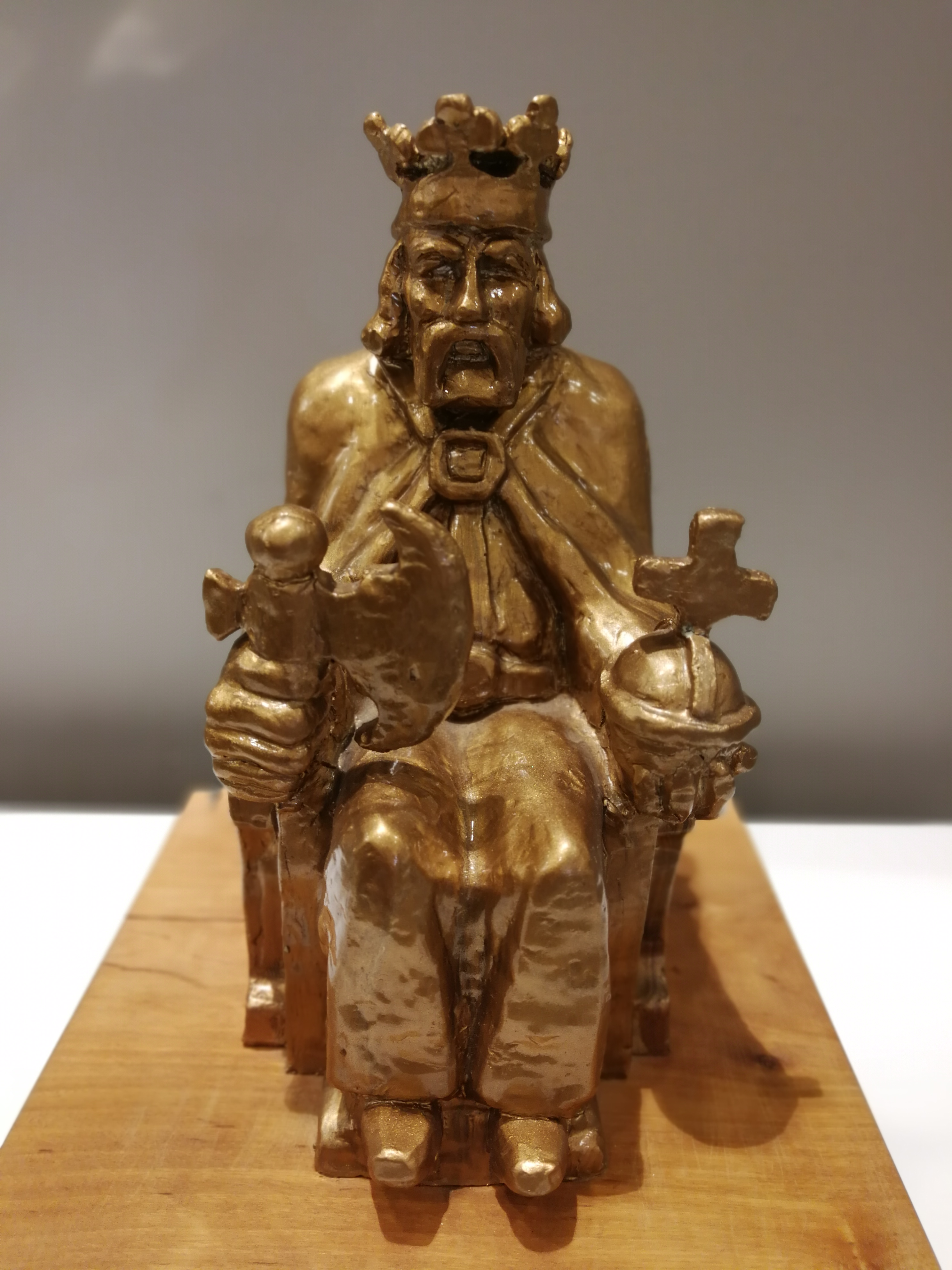
Miniatyr av Johan Axel Wetterlunds staty Gull-Olle.